# Domenico Lucano
Domenico Lucano (in eigen land vaak aangeduid als Mimmo Lucano) (Melito di Porto Salvo, 31 mei 1958) is een Italiaans politicus en activist, die een celstraf van ruim 13 jaar kreeg opgelegd in verband met zijn hulp aan vluchtelingen en immigranten in zijn rol als burgemeester. Zijn straf werd in hoger beroep teruggebracht tot 1,5 jaar.
In 2004 werd Lucano gekozen tot burgemeester van Riace, een gemeente in de Zuid-Italiaanse regio Calabrië. Al vanaf 1998, toen hij nog onderwijzer was, begon hij zich toe te leggen op de rechten van vluchtelingen en immigranten uit met name Afrikaanse landen. Na zijn verkiezing tot burgemeester ging hij daar onverminderd mee door. Hij regelde huisvesting in het dorp en banen voor ze. Zijn aanpak kreeg de nodige bijval, niet alleen in Riace, maar in heel Italië, mede dankzij diverse media-optredens. Ook onder anderen paus Franciscus sprak zijn steun voor Lucano uit en hij verwierf internationale aandacht. De term modello Riace, het 'Riace-model', kwam in zwang. Hij werd in 2009 en 2014 herkozen als burgemeester. In 2010 werd hij derde op de lijst van "beste burgemeester van de wereld" van World Mayor. In 2015 plaatste het tijdschrift Forbes Lucano op de lijst van 50 'meest invloedrijke personen'.
Zijn aanpak werd echter niet door iedereen gewaardeerd. Matteo Salvini van de partij Lega, van juni 2018 tot augustus 2019 minister van Binnenlandse Zaken in het kabinet-Conte I, die van het terugdringen van immigratie zijn speerpunt had gemaakt, was een van de meest uitgesproken tegenstanders van het beleid van de Calabrische burgemeester. Zijn ministerie ontdekte onregelmatigheden waaronder fraude in de boekhouding van de gemeente Riace op het gebied van de hulp aan immigranten, waardoor de verdenking van verduistering van rijksfinanciën rees. Hierna stopte het ministerie dan ook met het financieren van de gemeente op deze posten.
Ook kwam Lucano's beleid onder de aandacht van het Openbaar Ministerie, dat aanklachten tegen hem opstelde vanwege ambtsmisbruik, verduistering en fraude. Hij zou illegaal verblijfsvergunningen hebben verstrekt en overheidsgeld onrechtmatig hebben besteed. Op 30 september 2021 werd de oud-burgemeester schuldig bevonden en tot een gevangenisstraf van 13 jaar en 2 maanden veroordeeld. Daarnaast eiste de rechter dat Lucano een half miljoen aan verduisterde euro's aan de staat terug zou betalen. Sympathisanten van Lucano spraken van een 'politiek proces'. Hij kondigde aan in hoger beroep te gaan tegen het vonnis, maar zei aanvankelijk ook geen geld te hebben om een advocaat mee te betalen.
Van dat hoger beroep kwam het niettemin, en op 11 oktober 2023 kwam het Hof van Beroep in Reggio Calabria tot een fors lagere straf: 1 jaar en 6 maanden. Dit kwam doordat de zwaarste aanklachten tegen de oud-burgemeester waren komen te vervallen. Hiermee kwam hij ook direct op vrije voeten.